# Elimysjärvi
Elimysjärvi är en sjö i Finland. Den ligger i kommunen Kuhmo i landskapet Kajanaland, i den östra delen av landet, 500 km nordost om huvudstaden Helsingfors. Elimysjärvi ligger 254,1 meter över havet. Den är 1,4 meter djup. Arean är 55,5 hektar och strandlinjen är 4,95 kilometer lång. Sjön  ingår i Uleälvens huvudavrinningsområde. 